# Journal of Molecular Recognition
Journal of Molecular Recognition - научный реферируемый журнал.  Является официальным журналом Международного общества молекулярного распознавания (International Society for Molecular Recognition).
Выпускается издательством John Wiley & Sons с 1988 года. Ежегодно издается шесть выпусков журнала, в которых публикуются оригинальные статьи по исследованию феномена молекулярного распознавания в биологии.
Главный редактор — Ребекка Уэйд.
Общепринятая аббревиатура журнала J Mol Recogn, ISSN 0952-3499.

## Импакт фактор
Импакт фактор журнала в 2007 году составил 3,767. Журнал занимал 77 место из 263 в области биохимии и молекулярной биологии, и 13 место из 69 в категории биофизика.

## Наиболее цитируемые статьи
1. Оригинальное исследование: «Reversible and irreversible immobilization of enzymes on Graphite Fibrils™», L. Dong, A. B. Fischer, M. Lu, M. T. Martin, D. Moy, D. Simpson 9(5-6):383-388 (1996). Цитирована 246 раз.[4]
2. Статья:[5], D. S. Goodsell, G. M. Morris, A. J. Olson 9(1):1-5 (1996). Процитирована 244 раза.[4]
3. Статья: «Improving biosensor analysis», D. G. Myszka 12(5)279-284 (1999). Процитирована 182 раз.[4]
4. Статья: «Isothermal titration calorimetry and differential scanning calorimetry as complementary tools to investigate the energetics of biomolecular recognition», I. Jelesarov, H. R. Bosshard 12(1):3-18 (1999). Процитирован 163 раза.[4]

## Индексирование
Journal of Molecular Recognition индексируется следующими сервисами:
- Chemical Abstracts Service SciFinder (American Chemical Society, Американское химическое общество)
- BIOBASE (Elsevier)
- Biochemistry & Biophysics Citation Index™ (Thomson ISI)
- Biological Abstracts® (Thomson ISI)
- BIOSIS Previews® (Thomson ISI)
- CAB Abstracts® (CABI)
- Chemical Abstracts Service/SciFinder (ACS)
- ChemWeb (ChemIndustry.com)
- Current Awareness in Biological Sciences (Elsevier)
- Current Contents®/Life Sciences (Thomson ISI)
- Index Medicus/MEDLINE (NLM)
- Journal Citation Reports/Science Edition (Thomson ISI)
- Science Citation Index Expanded™ (Thomson ISI)
- Science Citation Index® (Thomson ISI)
- SCOPUS (Elsevier)
- Web of Science® (Thomson ISI)